# Powiernik królowej
Powiernik królowej (ang. Victoria & Abdul) – amerykańsko-brytyjski dramat biograficzny z 2017 roku w reżyserii Stephena Frearsa, powstały na podstawie książki autorstwa Shrabani Basu. Główną rolę królowej Wiktorii ponownie zagrała Judi Dench, która wystąpiła już wcześniej w filmie Jej wysokość pani Brown (1997) Johna Maddena.
Premiera filmu odbyła się 3 września 2017 podczas 74. MFF w Wenecji. 15 września 2017 obraz trafił do kin na terenie Wielkiej Brytanii, a tydzień później, 22 września, na terenie Stanów Zjednoczonych. W Polsce premiera filmu odbyła się 15 września 2017.

## Fabuła
Akcja filmu rozgrywa się w czerwcu 1887 roku w Anglii. Z okazji Złotego Jubileuszu królowej Wiktorii (Judi Dench) trwają uroczystości związane z pięćdziesiątą rocznicą jej koronacji. 68-letnia monarchini czuje się znudzona i samotna. Zgodnie z jej życzeniem do pałacu w Windsorze przyjeżdżają nowi służący z Indii, w tym Abdul Karim. Młody mężczyzna budzi zainteresowanie królowej. Wkrótce między nimi rodzi się przyjaźń. Abdul zostaje jej powiernikiem, partnerem rozmów i nauczycielem języka urdu.

## Obsada
- Judi Dench jako królowa Wiktoria
- Ali Fazal jako Abdul Karim
- Eddie Izzard jako Bertie, książę Walii
- Tim Pigott-Smith jako sir Henry Ponsonby
- Adeel Akhtar jako Mohammed
- Simon Callow jako pan Puccini
- Michael Gambon jako Lord Salisbury
- Julian Wadham jako Alick Yorke
- Olivia Williams jako Jane Spencer, Baronowa Churchill
- Fenella Woolgar jako panna Phipps
- Jonathan Harden jako cesarz Wilhelm II

## Produkcja
Zdjęcia do filmu kręcono od września do listopada 2016 roku na terenie Anglii, Szkocji i Indii w następujących lokalizacjach:
- królewska rezydencja Osborne House w East Cowes (wyspa Wight);
- West Wycombe Park (Buckinghamshire);
- Knebworth House (Hertfordshire);
- zamek Belvoir (Leicestershire);
- historyczne doki w Chatham (hrabstwo Kent);
- Londyn (Ham House, Old Royal Naval College w Greenwich);
- Glen Affric (region Highland, Szkocja);
- Delhi i Agra (Indie)[5].

## Odbiór
Film Powiernik królowej spotkał się z pozytywnymi recenzjami od krytyków. W serwisie Rotten Tomatoes średnia ocen filmu z 24 recenzji wyniosła 71% ze średnią oceną 5,8 na 10.